# Junior Barrera
Junior Barrera (São Paulo, 8 de setembro de 1959) é professor titular do departamento de ciência da computação do Instituto de Matemática e Estatística da Universidade de São Paulo e foi o diretor deste mesmo instituto de 2018 a 2022. É um dos pioneiros da área de Bioinformática no Brasil e fez diversas ações para o seu desenvolvimento, como a criação de um programa de pós-graduação interunidades de bioinformática na USP e da Associação Brasileira de Bioinformática e Biologia Computacional. 

## Vida pessoal
Junior Barrera nasceu na cidade de São Paulo em 1959 e é o primogênito de João Barreira Chacon e Helena (Politti) Barrera. Viveu até os vinte anos no Brás, bairro no centro de São Paulo. Barrera também compõe poesias e chegou a postar dois poemas escritos na década de 1980 em seu site pessoal. Além disso, gosta de esportes como natação, remo e vela.

## Formação
Barrera completou seus anos fundamentais em duas escolas públicas: Grupo Escolar Romão Puigari e Colégio Estadual de São Paulo.
No ensino superior, graduou-se em Engenharia Elétrica pela Faculdade de Engenharia Elétrica da Escola Politécnica da Universidade de São Paulo (POLI-USP) em 1983. Quatro anos mais tarde, em 1987, tornou-se mestre em Computação Aplicada pelo Instituto Nacional de Pesquisas Espaciais e, em 1992, doutor em controle automático e sistemas pela POLI-USP, realizando parte de sua pesquisa na École Nationale des Mines de Paris em um "doutorado-sanduíche".

## Carreira

### Universidade de São Paulo
Barrera obteve o título de Livre Docência pelo IME-USP no ano de 1998. Como destaque em sua carreira de pesquisador, liderou o projeto de construção do programa de Programa Interunidades de Pós-graduação em Bioinformática da USP e a criação do Centro de Bioinformática, na mesma universidade, em agosto de 2002. Mais tarde, também foi o coordenador do curso e o presidente do centro. O desenvolvimento da área da bioinformática, segundo o próprio Junior Barrera, seguiu um planejamento estratégico: de início criaram um núcleo, o Bioinfo, e, como isso conquistou mais rapidamente uma massa crítica capaz de levar conhecimentos gerados na USP para outros institutos e assim tornou-se possível desenvolver as áreas de bioinformática e a genética, e o programa de doutorado, antes mesmo do mestrado.
O programa interunidades tem como objetivo a formação de pessoas que possam atuar na pesquisa e no desenvolvimento e inovação em contextos que sejam requeridos um conhecimento especializado em biologia e métodos computacionais, abrangendo campos de estudo como o do genoma, transcritoma, metaboloma, biologia estrutural e biologia semântica. Ao aprenderem técnicas de matemática, física, computação, estatística, biologia e bioquímica, os alunos tornam-se capacitados a explorarem grandes volumes de dados e, dessa forma, encontrar informações que os permitem construir novos modelos de análise do fenômeno de interesse e a não ficarem restritos às tecnologias convencionais. O pesquisador de bioinformática deve gerar dados, mas também saber interpretá-los. O programa é engloba oito unidades de ensino da USP: Faculdade de Medicina de Ribeirão Preto (FMRP), Faculdade de Filosofia, Ciências e Letras de Ribeirão Preto (FFCL), Faculdade de Medicina (FMUSP), Instituto de Biociências (IB), Instituto de Ciências Biomédicas (ICB), Instituto de Física de São Carlos (IFSC), IME e Instituto de Química (IQ). Sua sede administrativa atualmente está no IQ-USP.
Em 2005, tornou-se professor titular em ciência da computação pelo IME-USP e, em 2008, tornou-se titular na física e matemática pela FFCLRP. Quando retornou da FFCLRP para o IME, foi chefe do Departamento de Ciência da Computação por dois mandatos seguidos. No meio do segundo mandato, candidatou-se ao cargo de diretor do instituto, com a vontade de ver a USP obter um papel mais significativo no desenvolvimento socioeconômico do Brasil.
 Creio que o IME tenha condições de ser um protagonista mundial na área [de Ciência de Dados] e uma grande liderança na América Latina (Barrera, 2018). 
Em 2 de abril de 2018, assumiu o cargo de diretor do IME-USP, com o professor Luiz Renato Gonçalves Fontes como seu vice. Em sua gestão, Barrera, representando o instituto, assinou um acordo de cooperação com a Fundação Centro de Atendimento Socioeducativo ao Adolescente (Fundação CASA) de São Paulo com o propósito de contribuir para o desenvolvimento pessoal e profissional dos adolescentes, auxiliando-os na inserção do mercado de trabalho e na participação da sociedade. Também assinou um protocolo com o então Secretário Municipal de Educação de São Paulo, Alexandre Schneider, para afirmar a intenção da cooperação entre a secretaria e o instituto no Programa de Coooperação em Pesquisa do SME, iniciativa que promove o uso da tecnologia e da informação no aprimoramento das políticas do âmbito da educação.
Sua gestão encerrou 2022, quando Sergio Muniz Oliva Filho assumiu como diretor. Após concluir o mandato, Barrera permaneceu como professor titular do instituto. Barrera costuma lecionar cursos como: álgebra booleana e arquitetura de computadores; aprendizado computacional; visão computacional; morfologia matemática e introdução à bioinformática.

### Associação Brasileira de Bioinformática e Biologia Computacional
Barrera foi um dos organizadores do primeiro Congresso Brasileiro de Bioinformática (Conferência Internacional de Bioinformática e Biologia Computacional), que ocorreu de 14 a 16 de maio de 2003 em Ribeirão Preto, reunindo 320 participantes para discutir o uso conjunto de técnicas e conceitos para mitigar problemas pertinentes no ramo da biologia. Para a realização do evento, que foi uma iniciativa do Núcleo de Bioinformática do IME-USP, Barrera contou com o apoio do Conselho Nacional de Desenvolvimento Científico e Tecnológico, da Fundação de Amparo à Pesquisa do Estado de São Paulo e da Financiadora de Estudos e Projetos.
Este evento também marcou a criação do Programa de Doutorado Interunidades em Bioinformática da USP, instalado em agosto de 2002. Nesse mesmo congresso, Junior Barrera e seus colegas criaram e fundaram a Associação Brasileira de Bioinformática e Biologia Computacional (AB3C). A associação representa bioinformatas e biólogos computacionais do Brasil e busca soluções inovadoras para os desafios biológicos do século XIX ao integrar pesquisadores, estudantes, profissionais e o público geral.
Barrera foi indicado como vice-presidente da primeira gestão da AB3C. Mais tarde, em 2007, Barrera se tornou o presidente da AB3C, com a Dra. Paula Regina Kuser-Falcão como vice-presidente.

### Outros institutos
Barrera também aparece na lista de Consulta Ambiente Externo da EMBRAPA Informática Agropecuária e do comitê local.
Trabalhou com o National Human Genome Research Institute de Washington, a convite do então diretor Jeff Trent, participando de projetos sobre o cDNA Microarray. Porém, após um tempo, criaram a CAGE (sigla em inglês que significa Cooperação para Análise de Expressão de Genes) no Instituto de Química da USP, e fez parte desse grupo para pesquisar acerca desse mesmo cDNA. O grupo de pesquisa no qual Barrera fez parte desenvolvia uma série de bancos de dados, softwares e modelos computacionais para analisar expressões gênicas em chips de DNA.

## Estudos e pesquisas
A principal área de interesse de Junior Barrera é a Ciência da Computação, sobretudo a Matemática da Computação, atuando em pesquisas que envolvam os temas: morfologia matemática, aprendizado de operadores morfológicos, modelagem, identificação de sistemas dinâmicos de reticulado e teoria e aplicação de Machine Learning. Barrera, como um dos pioneiros do Brasil na Bioinformática, busca também aplicações das técnicas pesquisadas em processamento e análise de imagens, vídeos digitais, análises de expressões gênicas, modelagem de sistemas biológicos e esportes coletivos de invasão.
Como pesquisador, acredita que antigamente os fenômenos biológicos eram descritos de maneira apenas qualitativa, então a linguagem especializada seria a adequada. Agora, quando os fenômenos passaram a ser avaliados quantitativamente, a linguagem passou a ser a matemática.
 Acredito que a época contemporânea, quando for estudada daqui a séculos, vai estar fortemente marcada por essa unificação de conhecimentos de origens diferentes. Vivemos, com certeza, um momento histórico, de aproximação das áreas de biologia e ciências exatas (Barrera, 2003). 
A união entre a biologia e a computação, segundo Barrera, rende estudos mais exatos e precisos de como funcionam o comportamento de algumas doenças e de alguns fatores gênicos. Por exemplo, em suas pesquisas sobre o cDNA microarray, analisou-se os sinais de cada gene. o cDNA microarrray é como uma foto instantânea da atividade gênica cuja matriz digitalizada gera imagens que, ao serem colocadas em um computador, permitem a determinação dos valores das expressões dos genes, que definem os gráficos de evolução temporal dessa expressão, isto é, os sinais de cada gene.

## Prêmios

### Critical Assessment of Microarray Data Analysis(Camda)
Em 2004, a equipe da USP coordenada por Junior Barrera e Hernando Antonio del Portillo, do Instituto de Ciências Biomédicas da USP, conquistou o primeiro lugar no concurso organizado pela Universidade Duke. A competição premia a capacidade de uma equipe de cientistas em gerar e analisar dados de biologia molecular, no caso dessa edição, dados gênicos do ciclo de vida do parasita de malária.
Barrera diz que a equipe adotou um modelo matemático adequado para representar a interação entre os genes, possibilitando a classificação funcional de alguns genes que outros grupos não conseguiram.
Os brasileiros competiram com norte-americanos e com europeus, sendo os únicos da América Latina na competição. Após cinco anos desse concurso, a equipe da USP se tornou a primeira universidade fora dos EUA a vencer.

### Medalha de Mérito Científico da Associação Brasileira de Bioinformática e Biologia Computacional (AB3C)
Professor foi laureado em 2023 com a medalha de mérito científico da AB3C. Essa premiação reconhece o trabalho de difusão, de popularização e de pesquisa em Bioinformática no Brasil pelos pesquisadores da área.

## Publicações
Junior Barrera possui diversas publicações escritas em colaboração com Nina Sumiko Tomita Hirata e Roberto Hirata Junior, professores associados do IME; e com Ronaldo Fumio Hashimoto, Diretor do IME-USP.
Suas publicações selecionadas são:
- 1991: Minimal representation for translation invariant set mappings by Mathematical Morphology.[31]
- 1998: Bases da Morfologia Matemática para a análise de imagens binárias.[3]
- 2000: Hybrid human-machine binary morphological operator design.[32]
- 2002: Inference from clustering with application to gene expression microarrays.[33]
- 2002: Strong feature sets from small samples.[34]
- 2014: Invasion team sports: strategy and match modelling.[35]